# Joseph Maull
Joseph Maull, född 6 september 1781 i Lewes i Delaware, död 3 maj 1846 i Lewes i Delaware, var en amerikansk politiker (whig). Han var Delawares guvernör från 2 mars 1846 fram till sin död.
Maull ligger begravd på St. Peter's Churchyard i Lewes i Delaware.